# NGC 7627
NGC 7627 (NGC 7641) je spiralna galaktika u zviježđu Pegazu. Naknadno je utvrđeno da je NGC 7641 ista galaktika.

## Vanjske poveznice
- (engl.) SEDS: NGC 7627
- (engl.) Hartmut Frommert: Revidirani Novi opći katalog
- (engl.) Izvangalaktička baza podataka NASA-e i IPAC-a
- (engl.) Astronomska baza podataka SIMBAD
- (engl.) VizieR
- DSS-ova slika NGC 7627  Arhivirana inačica izvorne stranice od 31. ožujka 2016. (Wayback Machine)
- (engl.) Auke Slotegraaf: NGC 7627 Deep Sky Observer's Companion
- (engl.) Courtney Seligman: Objekti Novog općeg kataloga: NGC 7600 - 7649